# Констанс I
Флавије Јулије Констанс (рођен између 320. и 323.; умро у фебруару 350. године) био је римски цар од 337. до 350. године.
Констанс је био најмлађи син Константина Великог и Фаусте, његове друге жене.
Од 337. године Констанс је владао заједно са својом браћом Констанцијем II и Константином II. Његова територија била је Италија, Илирик и један део Африке. Већ од лета 335. Констанс се спомиње под именом цезар.
Константин II. је покушао 340. да порази свог млађег брата. До битке је дошло код Аквилеје и старији брат је погинуо. Констанс га је наследио и завладао је читавим Западом, али је убрзо, захваљујући својој политици у хришћанским сукобима и свом односу према војсци, задобио много непријатеља. Дошло је до покушаја Магнеција да отме власт од Констанса.

## Борба са Магненцијем
350. против Констанса се побунио војсковођа Магненције који је чувао границу на Рајни. У почетку су Магненција подржавале само његове трупе, али му се касније придружила војска из читавог западног дела царства. Констанс није имао подршке, изузев из своје непосредне околине. Стога је био принуђен да побегне. 
Но, није у томе успео. Ухваћен је у једној тврђави на Пиринејима и тамо је био убијен. Коначно, Констанције II. победио Магненција 353. године и тиме поново ујединио Царство.

## Религиозна политика
Констанс је био отворени противник донатиста и аријанаца. Ипак, 347. и 348. године Констанс је покушао да помири правоверну цркву са донатистима. 
Констанс је био уверени хришћанин. Често је даровао цркве. Пребивао је у Милану, који се, захваљујући царевој подршци, развио у један од важнијих градова Италије. Милано је постао седиште архиепископа и постао је и за црквене прилике важан град. `
Пошто је његов брат Констанције II, близак аријанцима, протерао главне православне епископе са Истока, Констанс је отворено стао на страну православља, нарочито после сабора у Антиохији из 341. године и још једног сабора у Риму.